# 윌리엄 피터 블래티

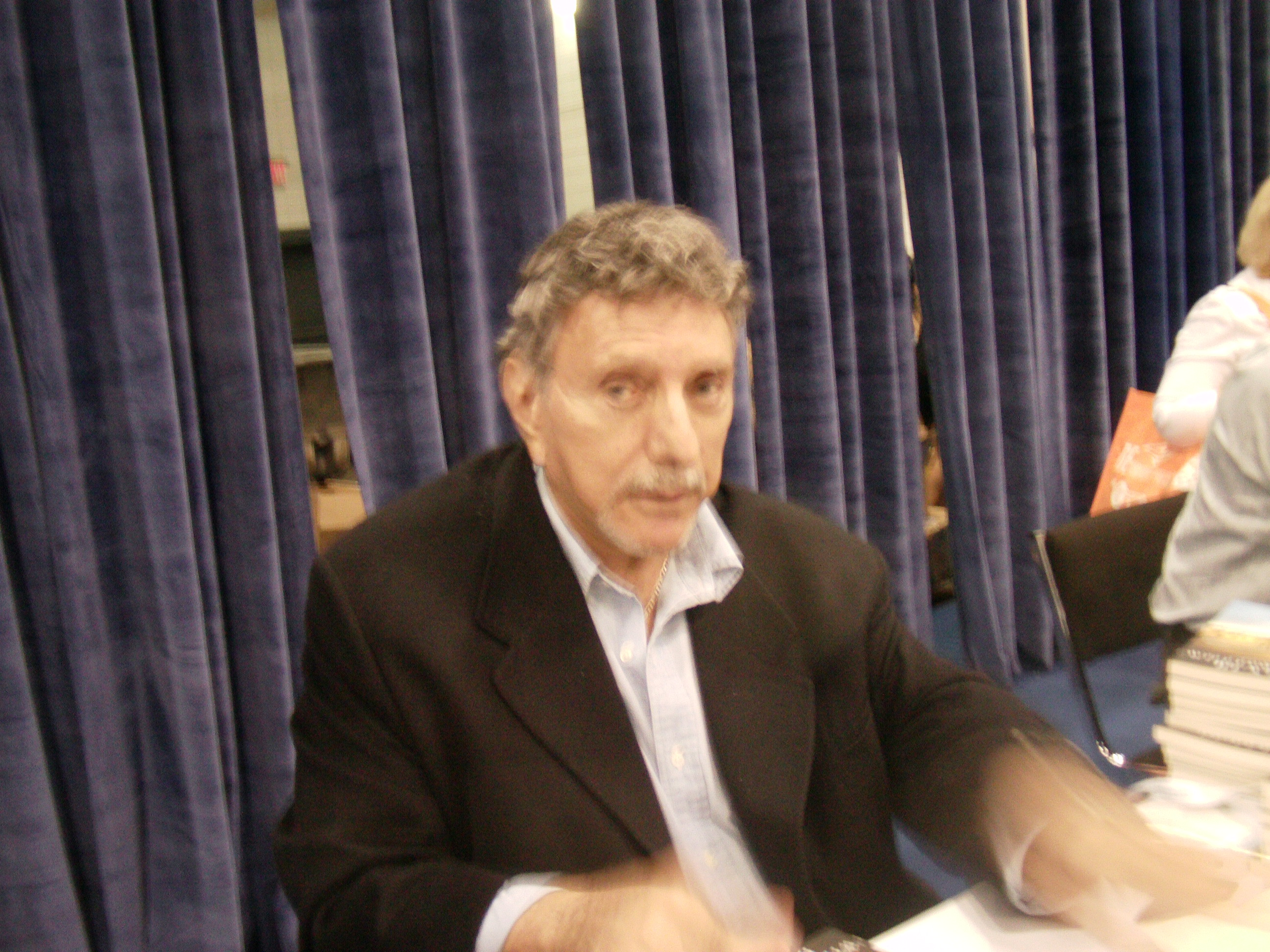

윌리엄 피터 블래티(William Peter Blatty, 1928년 1월 7일 ~ 2017년 1월 12일)는 미국의 작가이자 영화 제작자이다. 소설 《엑소시스트》의 작가로 알려져 있으며, 이 소설을 원작으로 한 동명의 영화에서 각본가와 프로듀서로 활동했다.

## 작품

### 소설
- 메카로 가는 길은 어디, 잭? (1959)
- John Goldfarb, 제발 집으로 오세요! (1963)
- I, Billy Shakespeare (1965)
- Twinkle, Twinkle, "Killer"Kane (1966)
- Exorcist, 엑소시스트 (1971)
- The Ninth Configuration (1978)
- Legion (1983)
- Demons Five, Exorcists Nothing : Fable (1996) / 2013년 개정판, Demons Five로 명칭 변경, Exorcists Nothing : 할리우드 크리스마스 캐롤
- Elsewhere (2009) - 1999년 Al Sarrantonio의 999 : New Stories of Horror and Suspense 선집에서 처음으로 출판된 소설
- Dimiter (2010) / 2013년 개정 및 재발매; The Redemption이라는 제목으로 출판.
- 미친 (2010) [2]
- 21세기를 위한 엑소시스트 (2016)